# Dziewin (województwo małopolskie)
Dziewin – wieś w Polsce położona w województwie małopolskim, w powiecie bocheńskim, w gminie Drwinia.
W latach 1975–1998 miejscowość położona była w województwie krakowskim. Integralne części miejscowości: Błonie, Limierz, Piaski, Pitułki.

Przez miejscowość przechodzi droga wojewódzka nr 965.
Metryka źródłowa tej osady pochodzi z 1270 roku. W rękach szlachty wioska znajdowała się aż do 1499 r., kiedy to bracia Mikołaj i Stanisław Cikowscy sprzedali ją Janowi Olbrachtowi.
W rękach króla, Dziewin znajdował się do I rozbioru Polski, po którym włączono go do dominium niepołomickiego. W centrum wioski stoi pomnik ks. Stanisława Stojałowskiego, który ufundowali w 1938 r. mieszkańcy Dziewina zrzeszeni w Kółku Rolniczym i Spółdzielni Mleczarskiej. Inicjatywa ta była wynikiem zainteresowań miejscowej ludności ruchem ludowym, który obejmował swym zasięgiem całą gminę pod koniec XIX w. i w 20-leciu międzywojennym.